# Gilmelândia ao Vivo
Gilmelândia - Ao Vivo é o primeiro álbum ao vivo da cantora brasileira Gil, sendo o terceiro trabalho em sua carreira. Lançado em pela Universal Music, o álbum vendeu em torno de 50 mil cópias.

## Informações
Gravado em 2003 na casa de espetáculos Estação Ed Dez, em Salvador, na Bahia, o álbum ao vivo é dirigido e produzido por Yacoce Simões, conhecido pelos trabalhos feitos com o cantor Armandinho. O álbum traz um pot-pourri da Timbalada com as canções "Toneladas de Desejo", "Sambaê", e "Se Você se For", além de sucessos de Gil e de sua época na Banda Beijo como "Bate Lata", além de canções inéditas. Duas participações estiveram presentes no show, sendo Daniela Mercury na canção Arrastão e Durval Lelys na canção Dia dos Namorados. Em entrevista ao Carnasite, Gil explicou o porquê usar seu nome Gil Melândia: "Achei que estava na hora de usá-lo, afinal de contas, ele tem tudo a ver com o meu jeito de ser meio maluquete! Sempre disse que meu nome é um verdadeiro parque de diversões, então, por que não adotá-lo?".

## Faixas
| N.º | Título                                          | Duração |  |
| 1.  | "Maionese"                                      |         |  |
| 2.  | "Bate Lata"                                     |         |  |
| 3.  | "Venha"                                         |         |  |
| 4.  | "Movimento"                                     |         |  |
| 5.  | "Se Você se For / Toneladas de Desejo / Sambaê" |         |  |
| 6.  | "O Arrastão" (part. Daniela Mercury)            |         |  |
| 7.  | "Vou Badalar (Final de Semana)"                 |         |  |
| 8.  | "Levada da Breca"                               |         |  |
| 9.  | "Malukete"                                      |         |  |
| 10. | "Baianidade Nagô"                               |         |  |
| 11. | "Dia dos Namorados" (part. Durval Lelys)        |         |  |
| 12. | "Balada Quente"                                 |         |  |
| 13. | "Você Não Me Ensinou a Te Esquecer"             |         |  |
| 14. | "Peraê"                                         |         |  |

### Singles
- "Você Não Me Ensinou a Te Esquecer"
- "Malukete"